# Martignas-sur-Jalle
Martignas-sur-Jalle település Franciaországban, Gironde megyében. Lakosainak száma 7959 fő (2022. január 1.). Martignas-sur-Jalle Saint-Médard-en-Jalles, Saint-Jean-d’Illac és Mérignac községekkel határos.

## Népesség
A település népességének változása:
| Lakosok száma | 994  | 3726 | 5732 | 6633 | 7355 | 7317 | 7386 | 7624 | 7741 | 7959 |
|               | 1968 | 1982 | 1990 | 2006 | 2013 | 2015 | 2017 | 2019 | 2020 | 2022 |